# Campeonato Sul-Mato-Grossense 2005
In 2005 werd het 27ste Campeonato Sul-Mato-Grossense gespeeld voor clubs uit de Braziliaanse staat Mato Grosso do Sul. De competitie werd georganiseerd door de Federação de Futebol de Mato Grosso do Sul en werd gespeeld van 30 januari tot 1 mei. CENE werd kampioen.

## Eindstand
| Plaats | Club        | Wed. | W  | G | V  | Saldo | Ptn. |
| ------ | ----------- | ---- | -- | - | -- | ----- | ---- |
| 1.     | CENE        | 14   | 12 | 1 | 1  | 62:11 | 37   |
| 2.     | Operário    | 14   | 11 | 0 | 3  | 33:12 | 33   |
| 3.     | Chapadão    | 14   | 10 | 0 | 4  | 39:25 | 30   |
| 4.     | URSO        | 14   | 6  | 1 | 7  | 22:26 | 19   |
| 5.     | Rio Verde   | 14   | 5  | 1 | 8  | 27:31 | 16   |
| 6.     | Maracaju    | 14   | 4  | 1 | 9  | 14:29 | 13   |
| 7.     | Águia Negra | 14   | 4  | 0 | 10 | 12:37 | 12   |
| 8.     | Pantanal    | 14   | 2  | 0 | 12 | 10:48 | 6    |

|  | Kampioen, geplaatst voor Série C 2005 en Copa do Brasil 2006 |
|  | Geplaatst voor Série C 2005                                  |

### Kampioen
| Campeonato Sul-Mato-Grossense de 2005 |
| Mato Grosso do Sul                    |
| ------------------------------------- |
| CENE Kampioen (3° titel)              |